# غونزالو غويغارو
غونزالو غويغارو (بالإسبانية: Gonzalo Guijarro)‏ هو لاعب كرة قدم إسباني، ولد في 1996 في Madridejos, Toledo ‏ في إسبانيا. لعب مع Gibraltar United F.C. ‏.

## وصلات خارجية
- غونزالو غويغارو على موقع قاعدة بيانات كرة القدم.إي يو (الإنجليزية)
- غونزالو غويغارو على موقع Soccerway.com (الإنجليزية)